# Milano-Vignola 1970
La Milano-Vignola 1970, diciottesima edizione della corsa, si svolse il 25 aprile 1970 per un percorso totale di 242 km, con partenza da Rogoredo ed arrivo a Vignola. La vittoria fu appannaggio dell'italiano Adriano Durante, il quale completò la gara in 5h15'00", alla media di 46,094 km/h, precedendo il belga Patrick Sercu ed il connazionale Luigi Sgarbozza.

## Ordine d'arrivo (Top 10)
| Pos. | Corridore         | Squadra   | Tempo    |
| ---- | ----------------- | --------- | -------- |
| 1    | Adriano Durante   | Scic      | 5h15'00" |
| 2    | Patrick Sercu     | Dreher    | s.t.     |
| 3    | Luigi Sgarbozza   | Dreher    | s.t.     |
| 4    | Dino Zandegù      | Salvarani | s.t.     |
| 5    | Giuseppe Beghetto | Ferretti  | s.t.     |
| 6    | Luigi Borghetti   | Sagit     | s.t.     |
| 7    | Eraldo Bocci      | Ferretti  | s.t.     |
| 8    | Giuseppe Grassi   | Filotex   | s.t.     |
| 9    | Marino Basso      | Molteni   | s.t.     |
| 10   | Antonio Carniel   | Zonca     | s.t.     |